# 대한민국 제2대 국회
대한민국 제2대 국회는 1950년 5월 30일 국회의원 선거를 통하여 1950년 5월 31일 구성된 국회이다.

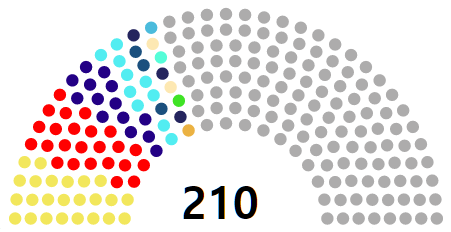

1950년 6월 19일 실시된 국회의장단 선거에서 신익희가 의장으로 당선되었다. 1차 투표에서 신익희(민국당) 96표, 조소앙(사회당) 48표, 오화영(무소속) 46표, 이갑성(국민회) 11표, 안재홍(무소속) 3표, 윤기섭·장건상·지청천·김용무·장택상 각 1표였다. 2차 투표에선 신익희 109표, 조소앙 57표, 오화영 42표였다. 같은 날 열린 개원식에는 당시 미국무장관 고문, 존 포스터 덜레스도 참석하였다.